# Гроа
Гроа (др.-сканд. Gróa) — вёльва (женщина-пророчица) и целительница, владеющая сейдом, в германо-скандинавской мифологии. Жена Аурвандила — спутника бога Тора.

## Этимология
Этимологически имя Гроа связано с древнескандинавским gróa, что буквально означает «расти, растить». Это дало основание Виктору Рюдбергу истолковать образ вёльвы Гроа как древнюю германскую богиню плодородия, хотя это имя не так старо. Возможно также, что имя этой вёльвы также связано с кельтским именем Groach (или Gruach), что означает старуха-гадалка или ведьма.

## Упоминания
Женщина-пророчица и целительница по имени Гроа упоминается в нескольких древнескандинавских произведениях. По мнению исследователя скандинавской мифологии Виктора Рюдберга во всех произведениях идёт речь об одной и той же принадлежащей к роду скандинавских конунгов Инглингов.

### Младшая Эдда

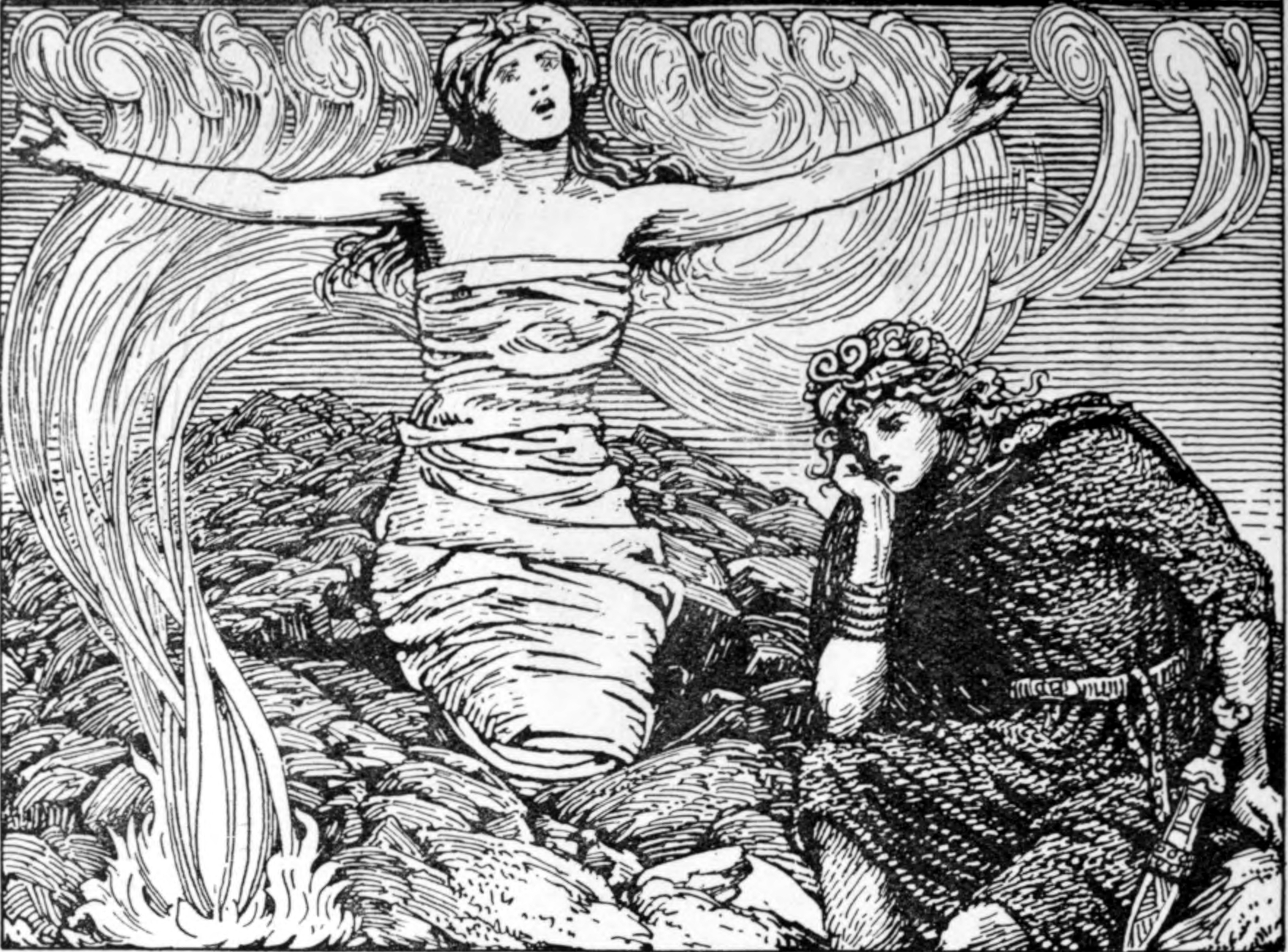
«Заклинание Гроа» (1908). Иллюстрация Вильяма Коллингвуда к Младшей Эдде

Гроа появляется в Младшей Эдде в контексте битвы Тора с йотунном Хрунгниром, который бросил своё точило навстречу молоту Тора. Точило столкнулось в воздухе с молотом и раскололось пополам, при этом один кусок упал на землю, а другой вонзился Тору в голову. Целительницу Гроа попросили помочь удалить осколки точила Хрунгнира из головы Тора. Пока Гроа пела над ним заклинания, Тор рассказывал ей о том, как он спас жизнь её мужа Аурвандила, чем очень отвлекал её. В результате заклинание Гроа не сработало и куски точила навсегда остались в голове Тора.

Тор возвратился в Трудвангар, а точило все сидело у него в голове. Тут пришла провидица по имени Гроа, жена Аурвандиля Смелого. Она пела над Тором свои заклинания, пока точило не стало шататься. Заметив это и понадеявшись, что теперь можно будет вытащить точило. Тор захотел заплатить за врачеванье, порадовав Гроу. И он рассказал ей о том, как шел с севера через реки Эливагар и нес на спине в корзине Аурвандиля, который тоже был на севере в Ётунхейме. И в подтверждение того, что это правда. Тор рассказал, как Аурвандиль высунул из корзины палец ноги и его отморозил, а Тор отломал тот палец и забросил на небо, сделав из него звезду Палец Аурвандиля. Тор сказала-что Аурвандиль теперь уж скоро будет дома. И Гроа так тому обрадовалась, что позабыла все заклинания, и точило перестало шататься. Оно все сидит в голове у Тора. Поэтому следует остерегаться бросать точило поперек пола: тогда шевелится точило в голове у Тора.— Младшая Эдда / Пер. О. А. Смирницкой; под. ред. М. И. Стеблин-Каменского. — Л.:Наука, 1970

### Старшая Эдда

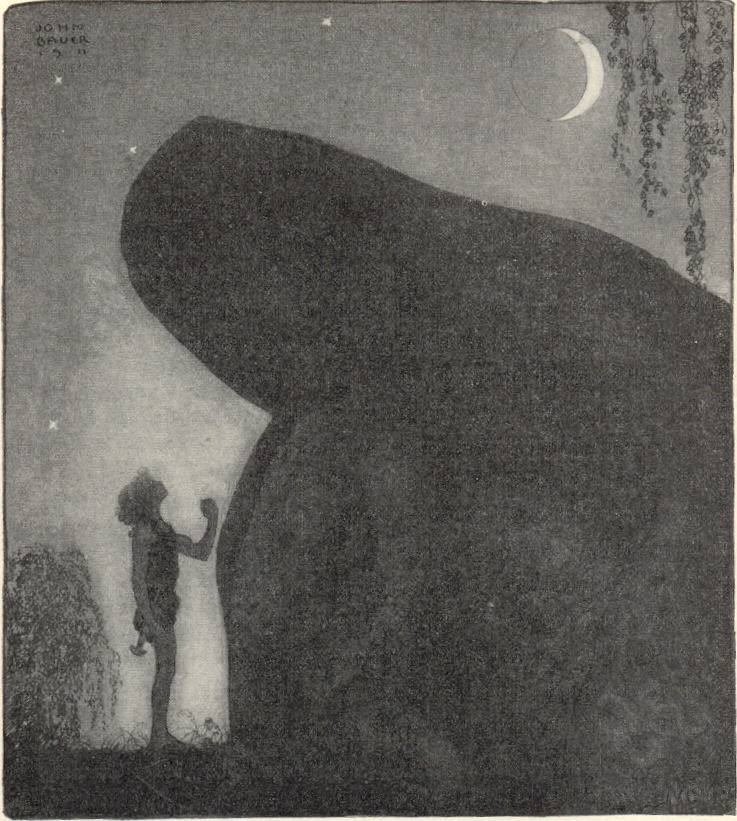
«Проснись Гроа! Проснись Мать!». Иллюстрация Джона Бауэра к Старшей Эдде

В Старшей Эдде вёльва Гроа является одним из персонажей древнескандинавской поэмы «Заклинание Гроа» (др.-сканд. Grógaldr) — первой из двух поэм, которые сейчас публикуются под общим названием «Речи Свипдага» (др.-сканд. Svipdagsmál). «Заклинание Гроа» является одной из шести поэм Старшей Эдды, связанных с практикой некромантии. В поэме подробно рассказывается о том, как Свипдаг вызывает из могилы свою мать Гроа, которая перед смертью разрешила ему сделать это, когда ему понадобится её помощь. После смерти Гроа не потеряла ни своих способностей и готова помочь сыну в выполнении задания, поставленного ему жестокой мачехой — завоевать руку и сердце прекрасной богини Менглёдр (др.-сканд. Menglöðr). Его мертвая мать предвидя, что Свипдагу предстоит долгое и трудное путешествие, произносит девять заклинаний для защиты сына в дороге.

### Деяния данов

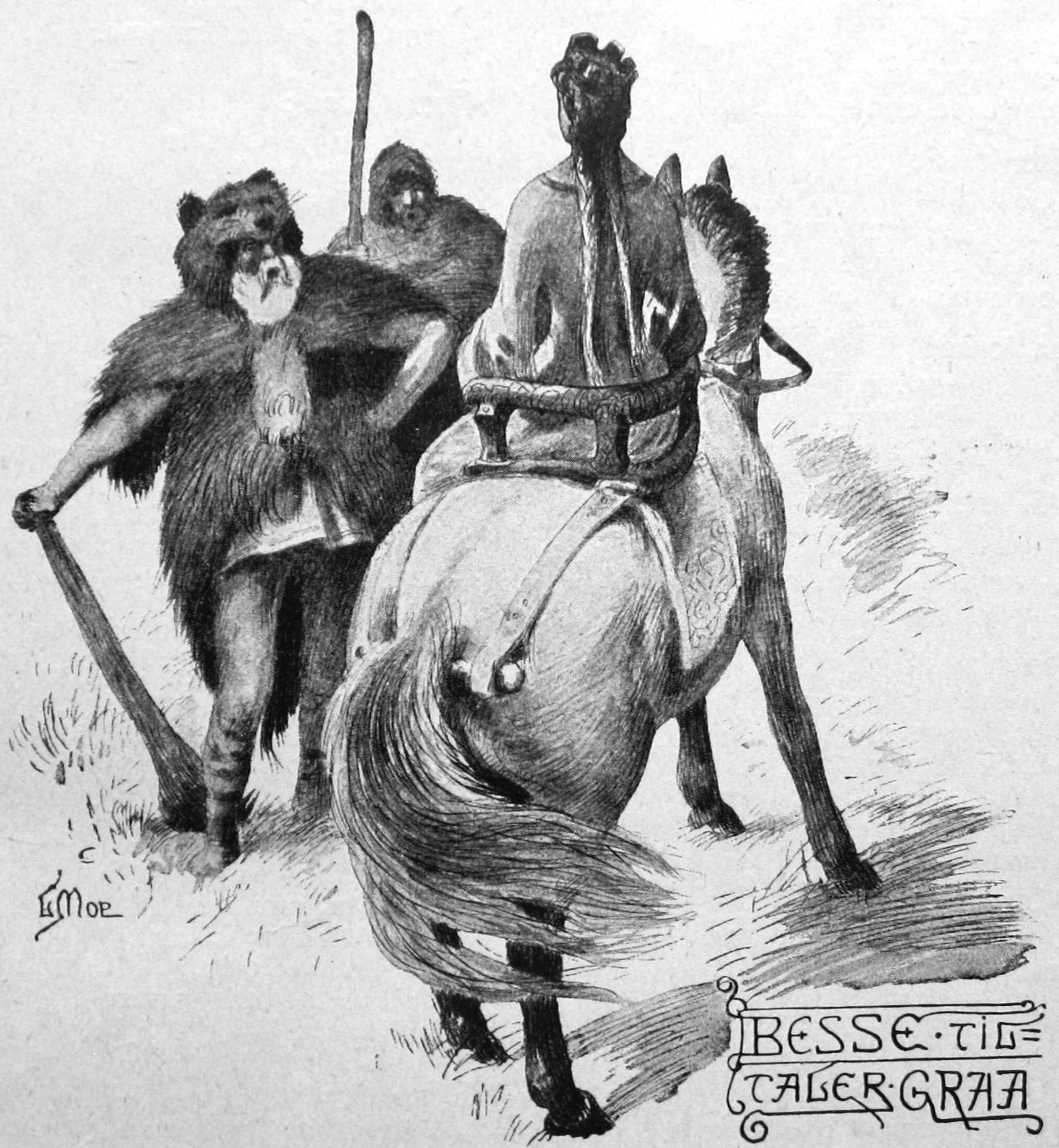
Гроа, дочь Сигтрига, встречает короля Грама в звериной шкуре. Иллюстрация Луиса Му к «Деяниям данов» Саксона Грамматика (1898 г.)

В Деянии данов, описывающих историю Дании и, частично, скандинавскую историю с древнейших времён до конца XII века, рассказывается о Гроа, дочь Сигтрига, короля шведов, которую забрал себе легендарный король Грам, хотя она уже была с мужчиной-великаном Сигтригом и имела от него сына Свипдага. Грам убил отца Гроа и долгие годы с переменным успехом сражался с её сыном Свипдагом, королём Норвегии, который в конце концов убил Грама и забрал себе его королевство. От Грама у Гроа родился сын Гудхорм.